# 아르팍산맥물쥐
아르팍산맥물쥐(Leptomys arfakensis)는 쥐과에 속하는 설치류의 일종이다. 뉴기니섬의 토착종이다.

## 특징
중형 크기의 설치류로 머리부터 몸까지 길이는 138~151mm, 꼬리 길이는 146mm이다. 발 길이는 36~39mm, 귀 길이는 21mm이다. 몸의 털은 부드럽고, 등 쪽은 갈색이고 엉덩이 쪽은 누르스름한 색을 띤다. 반면에 배 쪽은 희다.

## 생태
육상성 동물이다. 뉴기니섬 북서부의 도베라이 반도에서 발견된다. 해발 1000m의 열대 저지대 산악 숲에서 서식한다.